# Parcul Național Delta Axios
Parcul Național Delta Axios (în greacă Εθνικό Πάρκο Δέλτα Αξιού), oficial Parcul Național Delta Axios-Loudias-Aliakmonas (în greacă Εθνικό Πάρκο Δέλτα Αξιού-Λουδία-Αλιάκμονα), este un parc național de pe coasta de vest a Golfului Salonic⁠(en)[traduceți] din Grecia, ce constă din mai multe zone umede. Se întinde pe o suprafață de 33.800 ha, este un sit Ramsar⁠(en)[traduceți] și o zonă de importanță avifaunistică⁠(en)[traduceți] și face parte din rețeaua Natura 2000.

## Geografie

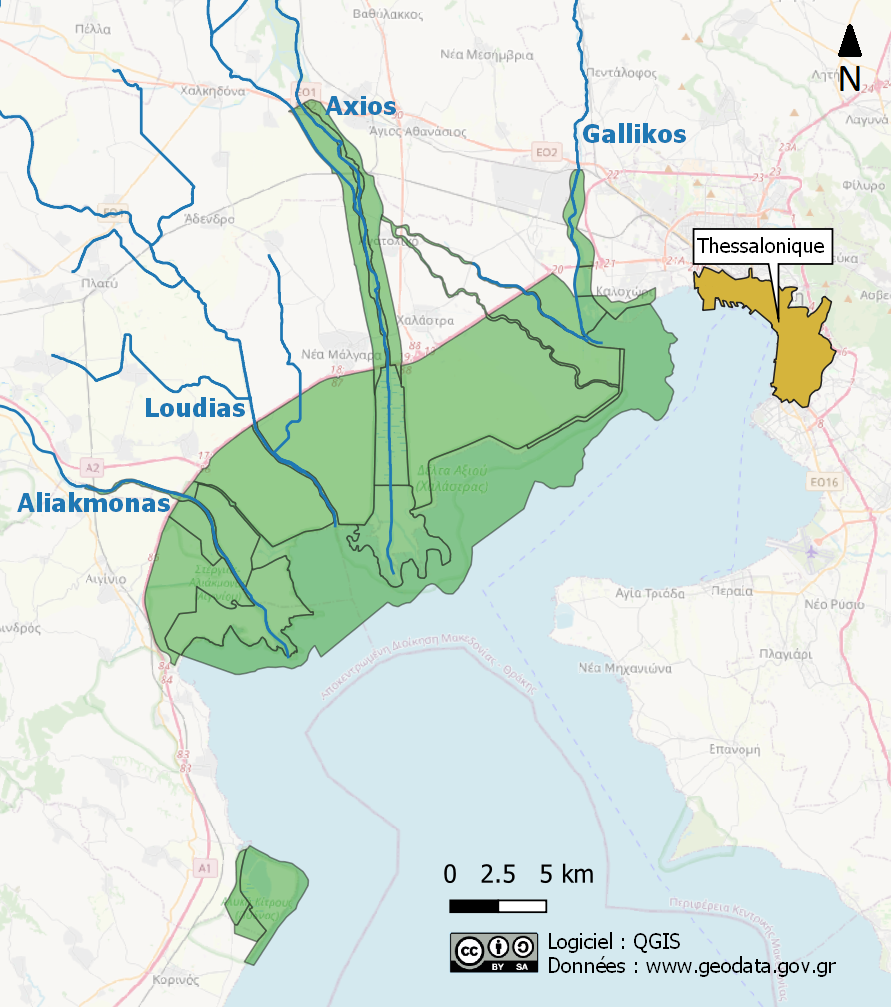
Harta Parcului Național Delta Axios (verde) și a orașului Salonic (portocaliu)

Parcul Național Delta Axios constă din albia și delta râului Vardar, delta râului Aliakmon⁠(en)[traduceți], laguna Kalochori⁠(en)[traduceți], laguna Alyki Kitrous, zona umedă Nea Agathoupoli⁠(en)[traduceți], estuarul râului Gallikos⁠(en)[traduceți] și gura⁠(en)[traduceți] râului Loudias⁠(en)[traduceți]. Este situat în Macedonia Centrală și se regăsește în limitele a cinci unități regionale⁠(en)[traduceți]: Pieria⁠(en)[traduceți], Imathia⁠(en)[traduceți], Pella, Kilkis și Salonic⁠(en)[traduceți]. În cea din urmă, granițele parcului se întind până la o apropiere minimă de 10 kilometri de orașul major Salonic.
Parcul se regăsește în ecoregiunea pădurilor sclerofile și mixte de la Marea Egee și din Turcia occidentală⁠(en)[traduceți] și este situat pe una dintre principalele rute de migrare ale păsărilor din Europa.

## Climat
Potrivit clasificării climatice Köppen, Parcul Național Delta Axios are un climat semiarid rece (BSk). Verile sunt fierbinți, iar iernile sunt reci și umede. Fenomene meteorologice extreme sunt înregistrate rar în parc pe durata iernii. Ninsorile sunt rare și apele nu îngheață aproape niciodată. Cele mai multe ploi au loc toamna, iar parcul are o cantitate medie anuală de precipitații de 442,5 mm.

## Floră

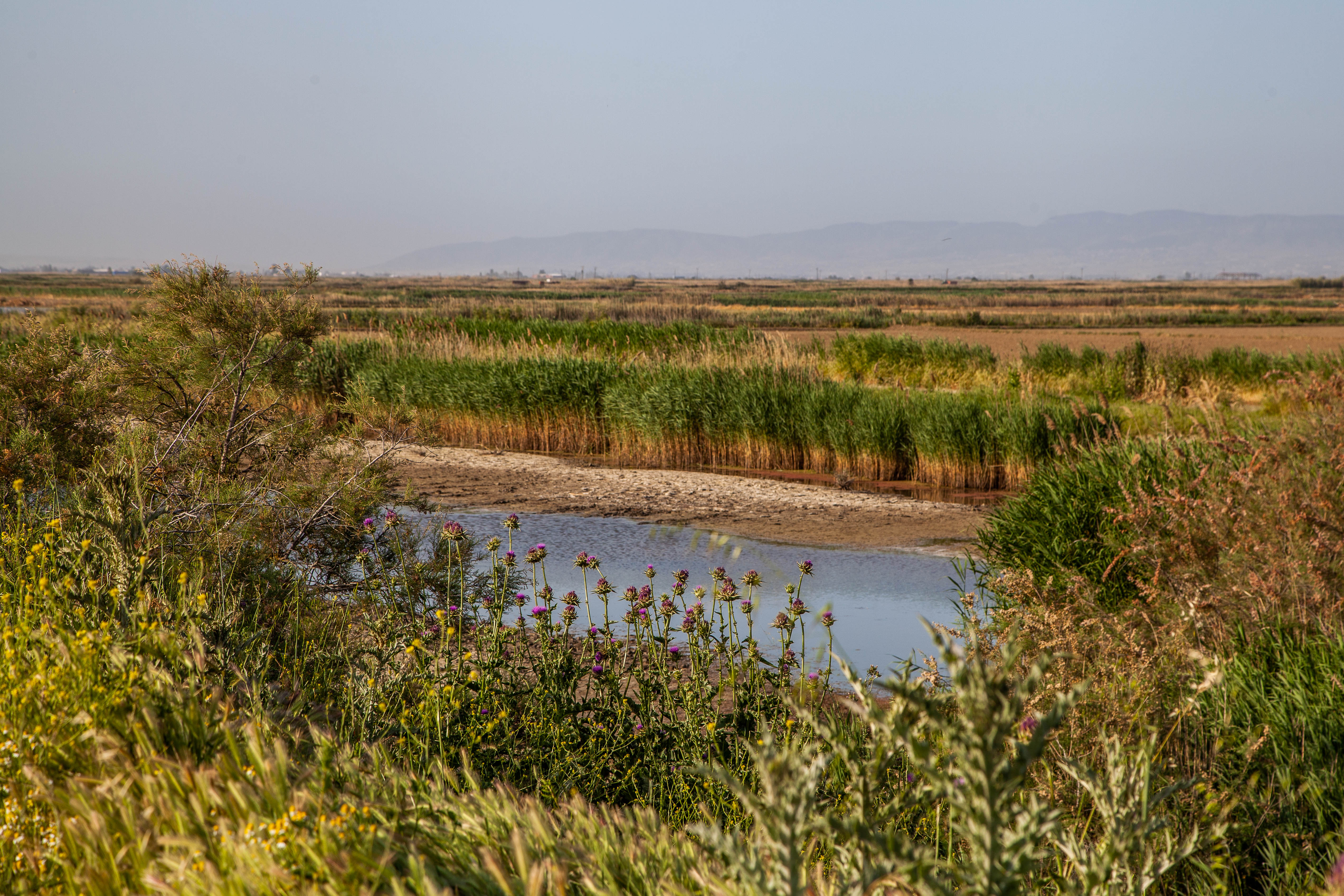
Habitat de en la Parcul Național Delta Axios

În Parcul Național Delta Axios există 370 de specii de plante, iar vegetația este prezentă pet parcursul întregului parc. Salicornii acoperă părți mari din lagune, formând insulițe; trestia comună și papura creează habitate de stufăriș; arini negri, ulmi, sălcii și alți arbori fac parte dintr-o pădure ce protejează malurile râurilor împotriva eroziunii; iar iarba grasă, Euphorbia peplus⁠(en)[traduceți] și multe alte plante prosperă pe dunele de nisip ale parcului.

## Faună

### Avifaună
În Parcul Național Delta Axios a fost înregistrat un număr remarcabil de 299 de specii de păsări, acordându-i acestuia importanță ornitologică la nivel mondial. Câteva dintre aceste păsări sunt pelicanul creț, flamingoul roz, ciovlica roșcată⁠(en)[traduceți], pescărușul cu cap negru, cormoranul mic, prundărașul de sărătură, țigănușul și stârcul galben. 66 % din toate speciile de păsări care au fost observate în Grecia sunt găsite în acest parc național.

### Mamifere

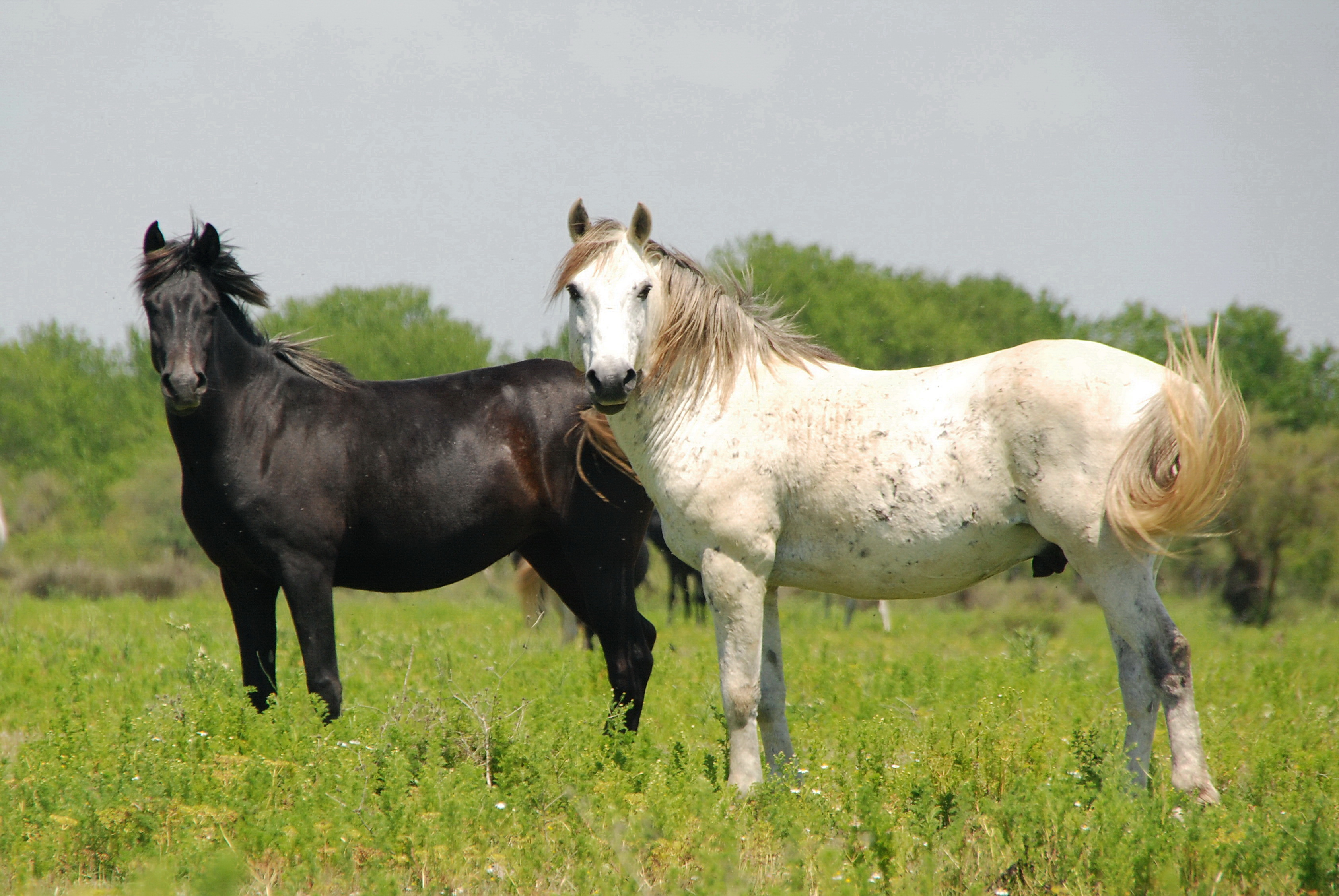
Doi en sălbatici

În Parcul Național Delta Axios au fost înregistrate 40 de specii de mamifere. Câteva exemple sunt lupul cenușiu, bursucul european, pisica sălbatică europeană, șacalul auriu, vulpea roșie și vidra de râu. Parcul totodată găzduiește 15 specii de lilieci și câteva rozătoare, precum pârșul cu coadă stufoasă⁠(en)[traduceți] și popândăul european, care este clasificat de către IUCN pe lista sa roșie a speciilor periclitate drept pe cale de dispariție. O specie introdusă, nutria, este prezentă și ea în zonă. Se găsește în parc de mai mult de 60 de ani, după ce câțiva indivizi au evadat de la o fermă de animale pentru blană⁠(en)[traduceți]. Neindigeni sunt și caii de Axios⁠(en)[traduceți], o rasă de cai sălbăticiți⁠(en)[traduceți] care se găsește numai în acest parc. Sunt urmașii unor cai care au fost abandonați de fermieri locali la începutul anilor 1960 și de atunci încolo s-au integrat în ecosistem.

### Reptile
Parcul Național Delta Axios găzduiește 19 specii de reptile, dintre care 8 sunt șerpi, 6 sunt șopârle, 2 sunt țestoase de apă dulce⁠(en)[traduceți] și alte 2 sunt țestoase din familia Testudinidae. Ambele specii din Testudinidae, țestoasa de uscat dobrogeană⁠(en)[traduceți] și țestoasa de uscat bănățeană⁠(en)[traduceți], sunt periclitate și clasificate pe Lista roșie a IUCN drept specii vulnerabile⁠(en)[traduceți]. Suprafața parcului care este acoperită de dune de nisip dintre laguna Alyki Kitrous și Marea Egee are cea mai mare populație de țestoase de uscat bănățene din Europa, cu cea mai ridicată densitate din lume.

### Amfibieni
A fost înregistrat un număr total de 8 specii de amfibieni în Parcul Național Delta Axios. Câteva exemple sunt Pelophylax kurtmuelleri⁠(en)[traduceți], Triturus macedonicus⁠(en)[traduceți], brotăcelul și broasca de pământ verde⁠(en)[traduceți].

### Ihtiofaună
Există cel puțin 38 de specii de pești de apă dulce ce trăiesc în Parcul Național Delta Axios și se estimează că există totodată în jur de 20 de pești de apă sărată⁠(en)[traduceți] ce trăiesc în zona de coastă a parcului. Printre speciile de apă dulce se numără Barbus balcanicus⁠(en)[traduceți] și Rhodeus meridionalis⁠(en)[traduceți], iar câteva dintre cele de apă sărată sunt Aphanius fasciatus⁠(en)[traduceți] și Alosa fallax⁠(en)[traduceți].

### Nevertebrate
Se găsesc multe nevertebrate în Parcul Național Delta Axios, cum ar fi fluturi, bivalve, coleoptere, gasteropode și libelule din numeroase specii. Una din ele este Pinna nobilis⁠(en)[traduceți], o specie mare de scoică care și-a pierdut mai mult de 80 % din populația globală în ultimul deceniu și este clasificată pe Lista roșie a IUCN drept specie critic pe cale de dispariție⁠(en)[traduceți].

## Activitate umană

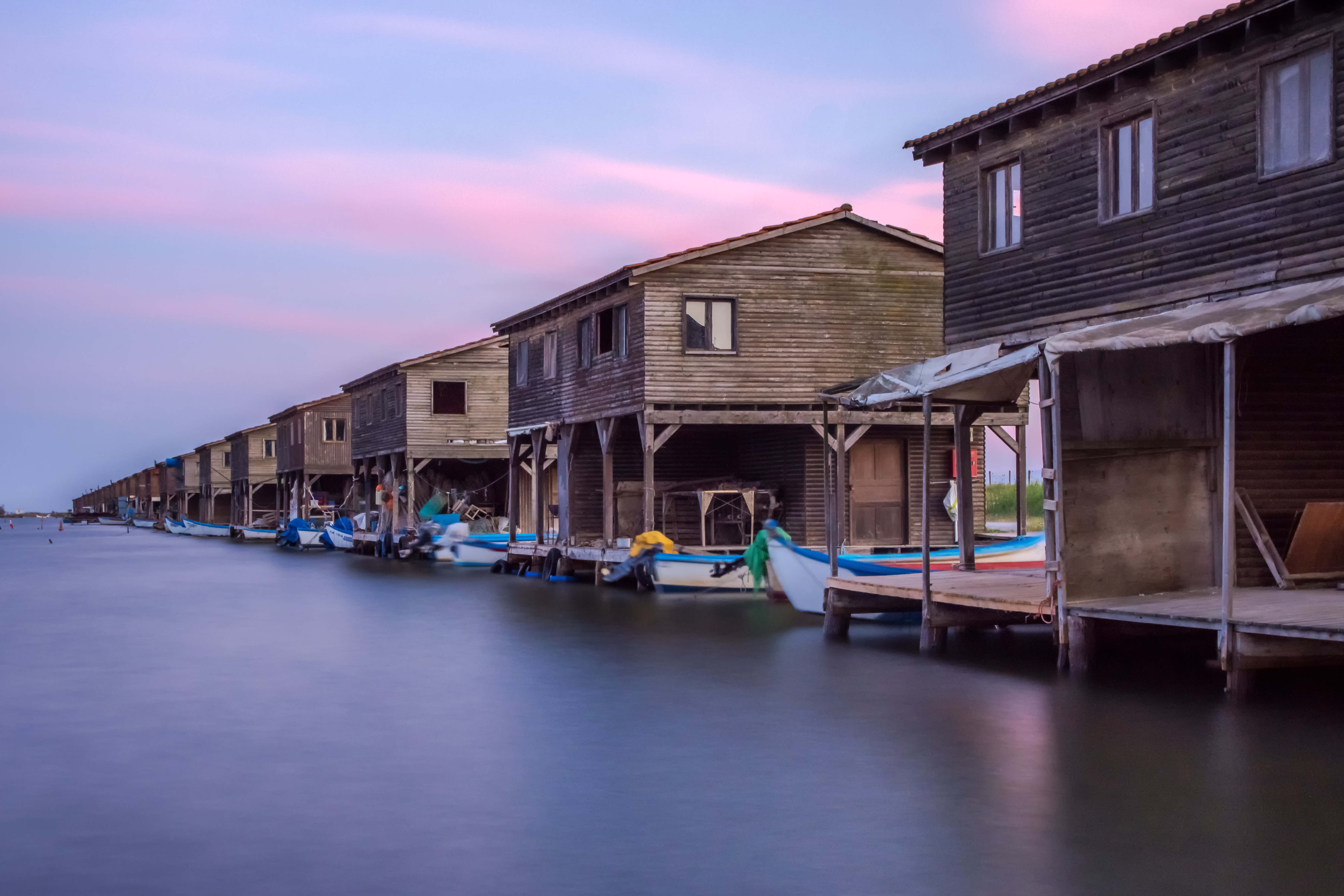
Case de pescari din Parcul Național Delta Axios

### Cultivarea midiilor
De-a lungul zonei de coastă a Parcului Național Delta Axios, se produc anual 30.000 de tone de midii din specia Mytilus galloprovincialis. Asta reprezintă 80–90 % din toate midiile produse în Grecia și motivul este că râurile Vardar, Aliakmon⁠(en)[traduceți] și Loudias⁠(en)[traduceți] eliberează nutrienți în apă, ceea ce duce la o creștere mai accelerată.

### Producția orezului

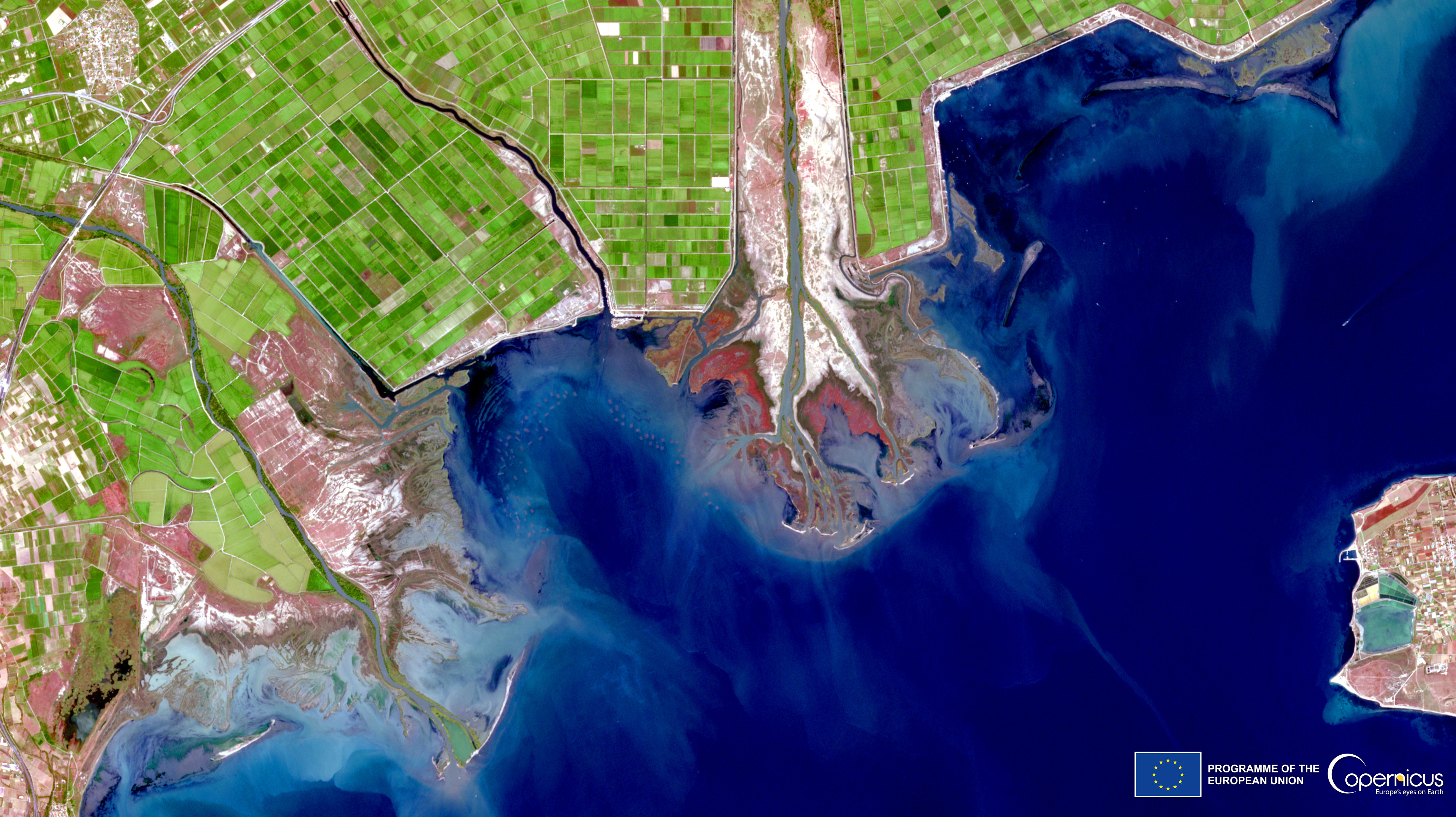
Parcul Național Delta Axios, fotografiat de sateliți en din cadrul en

În jur de 10.000 de hectare de orezării⁠(en)[traduceți] se întind pe parcursul Parcului Național Delta Axios, ocupând astfel aproape o treime din suprafața sa. Orezul cultivat în parc este de varietățile Japonica⁠(en)[traduceți] și Indica.

### Producția sării
A doua cea mai mare facilitate de producție a sării din Grecia este situată în partea de vest a lagunei Alyki Kitrous. Un iaz de evaporare a sării⁠(en)[traduceți] de 400 de hectare produce 28.000 de tone de sare în fiecare zi.

### Creșterea bivolilor indieni

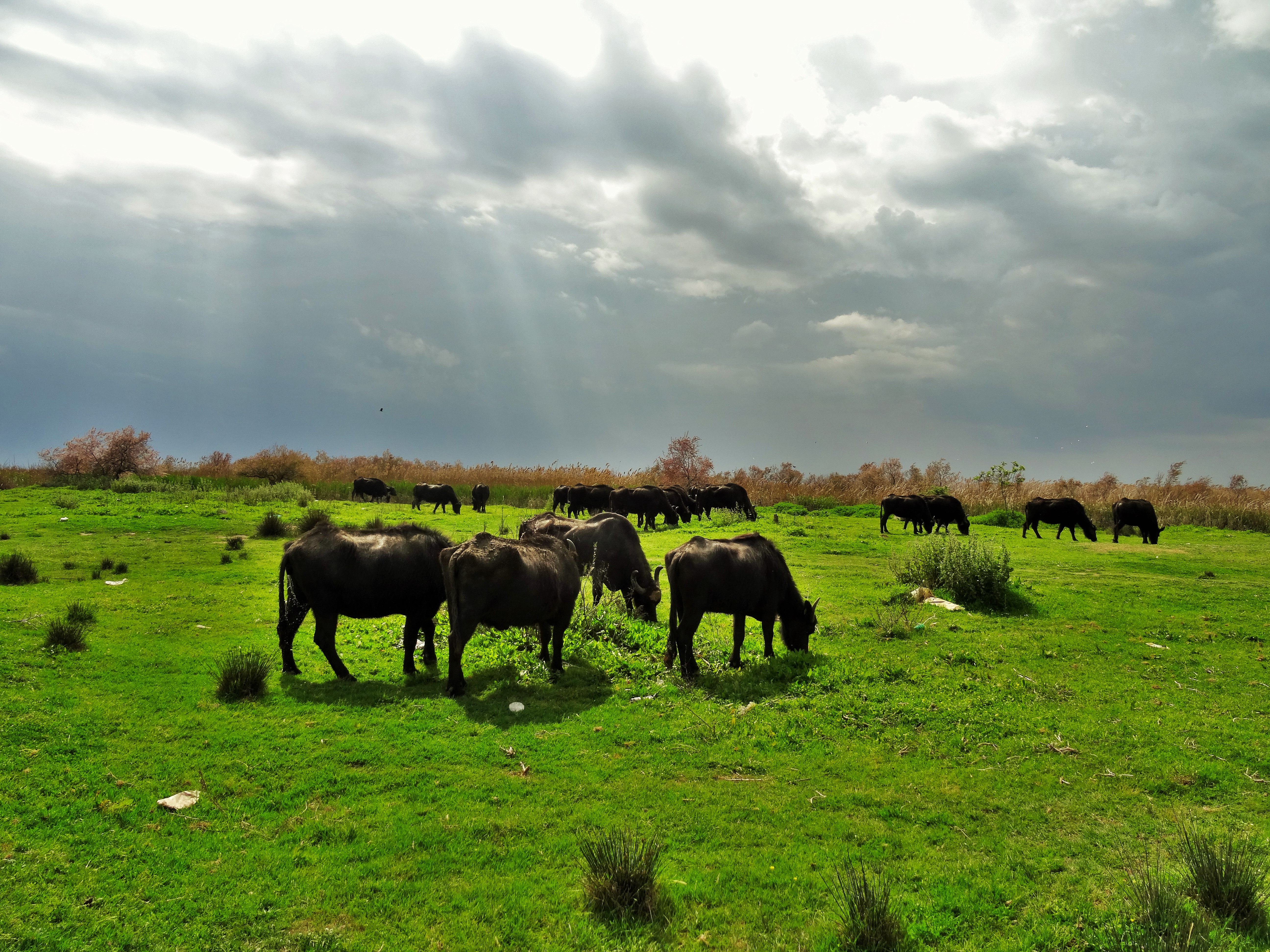
Bivoli indieni în Parcul Național Delta Axios

Una dintre cele mai mari turme de bivoli indieni din Grecia trăiește la gura râului Gallikos⁠(en)[traduceți] în Parcul Național Delta Axios. Bivolii grecești⁠(en)[traduceți] datează de acum 2.500 de ani și au fost aduși în țară atunci când Xerxes i-a folosit pentru a purta rezervele armatei sale peste râul Struma în timpul Războaielor Medice.